# Lorenzo Leuzzi
Lorenzo Leuzzi (Trani, 25 settembre 1955) è un vescovo cattolico e medico italiano, dal 23 novembre 2017 vescovo di Teramo-Atri.

## Biografia
Nasce a Trani, sede arcivescovile allora in provincia di Bari, il 25 settembre 1955.

### Formazione e ministero sacerdotale
Compie gli studi liceali classici nello Studio teologico di Andria-Barletta-Trani, dove consegue, nel 1979, il baccellierato in teologia, completando poi la formazione al sacerdozio nel Pontificio Seminario Romano Maggiore.
Nel 1980 si laurea in medicina e chirurgia presso l'Università di Bari e, nel 1983, si specializza in medicina legale e delle assicurazioni presso la medesima università. Consegue la licenza, nel 1982, e il dottorato in teologia morale, nel 1985, presso la Pontificia Università Gregoriana e la licenza in diritto canonico presso la Pontificia Università Lateranense, nel 1983.
Il 2 giugno 1984 è ordinato presbitero per la diocesi di Roma, nella cattedrale di Trani, dal cardinale Ugo Poletti.
Direttore dell'Ufficio per la pastorale universitaria del vicariato di Roma dall'11 maggio 1998; dal 2010 al 2017 svolge il servizio pastorale come rettore della chiesa di San Gregorio Nazianzeno a Montecitorio e cappellano della Camera dei deputati.

### Ministero episcopale
Il 31 gennaio 2012 papa Benedetto XVI lo nomina vescovo titolare di Cittanova e ausiliare di Roma, con delega alla pastorale sanitaria e alla pastorale universitaria. Il 14 aprile successivo riceve l'ordinazione episcopale, con il vescovo Matteo Maria Zuppi, nella basilica di San Giovanni in Laterano, dal cardinale Agostino Vallini, co-consacranti l'arcivescovo Giovan Battista Pichierri e il vescovo Vincenzo Paglia.
Il 23 novembre 2017 papa Francesco lo nomina vescovo di Teramo-Atri; succede a Michele Seccia, precedentemente nominato arcivescovo metropolita di Lecce. Il 20 gennaio 2018 prende possesso della diocesi.
Nel maggio 2019 avvia nella sua diocesi il progetto di biblioterapia per disabili fisici e mentali, i quali sono chiamati a compiere un lavoro su testi letterari.
In seno alla Conferenza Episcopale Italiana è membro della Commissione episcopale per l'educazione cattolica, la scuola e l'università, mentre è delegato per i beni culturali e l'edilizia di culto della Conferenza episcopale dell'Abruzzo-Molise.

## Genealogia episcopale
La genealogia episcopale è:
- Cardinale Scipione Rebiba
- Cardinale Giulio Antonio Santori
- Cardinale Girolamo Bernerio, O.P.
- Arcivescovo Galeazzo Sanvitale
- Cardinale Ludovico Ludovisi
- Cardinale Luigi Caetani
- Cardinale Ulderico Carpegna
- Cardinale Paluzzo Paluzzi Altieri degli Albertoni
- Papa Benedetto XIII
- Papa Benedetto XIV
- Cardinale Enrico Enriquez
- Arcivescovo Manuel Quintano Bonifaz
- Cardinale Buenaventura Córdoba Espinosa de la Cerda
- Cardinale Giuseppe Maria Doria Pamphilj
- Papa Pio VIII
- Papa Pio IX
- Cardinale Alessandro Franchi
- Cardinale Giovanni Simeoni
- Cardinale Vincenzo Vannutelli
- Cardinale Giovanni Battista Nasalli Rocca di Corneliano
- Cardinale Marcello Mimmi
- Arcivescovo Giacomo Palombella
- Cardinale Michele Giordano
- Cardinale Agostino Vallini
- Vescovo Lorenzo Leuzzi

## Araldica
| Stemma | Descrizione |
| ------ | --- |
|        | Nello stemma vi è una corona, che rappresenta il Monte Carmelo; la stella, ad indicare come Maria, la Madonna del Carmelo, sia stella del mare; la barca, che indica la Chiesa cattolica; la torre, simbolo della città di Trani, in cui il vescovo è nato. |

## Pubblicazioni
- Carità intellettuale. Percorsi culturali per un nuovo Umanesimo, Libreria Editrice Vaticana, 2007
- Atene e Gerusalemme di nuovo insieme, Libreria Editrice Vaticana, 2007
- Allargare gli orizzonti della razionalità. I discorsi per l'Università di Benedetto XVI, Edizioni Paoline, 2008
- La Parola nelle parole. Dal biblicismo al realismo della fede, Libreria Editrice Vaticana, 2009
- Eucaristia e carità intellettuale. Prospettive teologico-pastorali dell'Enciclica Caritas in Veritate, Libreria Editrice Vaticana, 2009
- La tomba vuota. Le prospettive teologico-culturali dell'Enciclica Spe Salvi, Centro Liturgico Vincenziano, 2009
- La questione di Dio oggi. Il nuovo cortile dei gentili, Libreria Editrice Vaticana, 2010
- Educare nella fede, Edizioni Paoline, 2010
- Il primo giorno dopo il sabato, Lateran University Press, 2011
- Riflessioni etico-morali sulla fecondazione in vitro, Cantagalli, 2011
- Una nuova cultura per un nuovo Umanesimo. I grandi discorsi di Benedetto XVI, Libreria Editrice Vaticana, 2011
- La nuova creazione nella storia. Le grandi omelie pasquali di Benedetto XVI, Libreria Editrice Vaticana, 2012
- Il coraggio della speranza. Lettere agli studenti universitari, Libreria Editrice Vaticana, 2013
- Amare e servire. Il realismo storico di Papa Francesco, Libreria Editrice Vaticana, 2013
- Il coraggio della fede. Lettere agli studenti universitari, Libreria Editrice Vaticana, 2014
- Dall'Evangelii Nuntiandi all'Evangelii Gaudium. Il coraggio della modernità, Libreria Editrice Vaticana, 2014
- Dal Concilio Vaticano II a Francesco. Presbiteri per l'Anno della Misericordia, Libreria Editrice Vaticana, 2015
- Perché credo. Vademecum dei giovani per l'Anno della Misericordia, Libreria Editrice Vaticana, 2015
- Il Vangelo della Misericordia. Per un nuovo sviluppo globale. Itinerario teologico, Libreria Editrice Vaticana, 2015
- L' amore coniugale e la famiglia nella modernità. Costruire la civiltà dell'amore, Libreria Editrice Vaticana, 2016
- Il peccato originale. Immortalità e vita eterna, Edizioni San Filippo Neri, 2017
- Protagonisti nella storia. «L'avete fatto a me», Edizioni San Filippo Neri, 2017
- La Chiesa del Concilio. Servire il cambiamento d'epoca. Itinerario teologico-pastorale, Libreria Editrice Vaticana, 2018
- Il discernimento nel cambiamento d'epoca. Verso il Sinodo dei Vescovi Libreria Editrice Vaticana, 2018
- Allargare gli orizzonti della carità. L'avete fatto a me, Libreria Editrice Vaticana, 2019
- Dalle parole alla Parola. Commento alla lettera Apostolica di Papa Francesco «Aperuit illis», Edizione Palumbi, 2020
- Il mondo soffre per mancanza di pensiero. Da Paolo VI a Francesco, Edizione Palumbi, 2020